# Nikolaj Aleksejev
Nikolaj Aleksandrovitsj Aleksejev (Russisch: Николай Александрович Алексеев) (Moskou, 23 december 1977) is een Russisch jurist en homorechtenactivist. In de afgelopen jaren heeft Aleksejev zich vooral ingezet voor de rechten van homoseksuele mannen en lesbische vrouwen in Rusland.

## Leven
Nikolaj Aleksejev studeerde af op de Staatsuniversiteit van Moskou en werkte er daarna als promovendus. Hij verliet deze echter omdat de universiteit zijn scriptie Juridische regulering van de status van seksuele minderheden weigerde te accepteren. Aleksejev is naderhand het gezicht geworden van de harde campagne voor homorechten in Rusland. Hij organiseerde nieuwsconferenties, gaf interviews aan kranten, verscheen vaak op televisie en voerde vele rechtszaken in zowel Rusland als voor het Europees Hof voor de Rechten van de Mens (EHRM).
Sinds september 2008 is Aleksejev in een geregistreerd partnerschap met een inwoner van Zwitserland, wat er op 13 december 2016 toe leidde dat Aleksejev de Zwitserse nationaliteit toegekend kreeg.

## Juridische strijd voor homorechten in Rusland
Tussen 2006 en 2008 hielp Aleksejev met de organisatie van de Moskou Pride om aandacht te vragen voor de discriminatie tegen homoseksuele mannen en lesbische vrouwen in Rusland en actie te voeren voor tolerantie en respect voor mensenrechten. Op 15 mei 2006 werd burgemeester Joeri Loezjkov geïnformeerd over het organiseren van de Moskou Pride, en daaropvolgend, op 18 mei 2006 werd deze door de autoriteiten verboden. Vervolgens wilden de organisatoren kleine demonstraties houden met spandoeken, maar ook deze werden verboden. In september en november 2006 werden de rechtszaken van Aleksejev om het niet toestaan van de parade en spandoekdemonstraties in de Russische rechtbanken afgewezen.
Op 17 september 2009 diende Aleksejev daarom een verzoek in bij het EHRM. Op 21 oktober 2010 oordeelde het Hof in de zaak Aleksejev v. Rusland dat Artikel 11, 13 en 14 van het Europees Verdrag voor de Rechten van de Mens zijn geschonden. Het Comité van Ministers van de Raad van Europa uitte daarna zijn zorgen om het niet uitvoeren van het arrest, omdat Aleksejev nog steeds niet werd toegestaan om de Moskou Pride te organiseren. Dit werd nog verder bemoeilijkt door de invoering van de federale anti-homopropagandawet in Rusland op 29 juni 2013, waarbij er in de praktijk een algemeen verbod op het in de openbaarheid bespreken van homoseksualiteit ontstond.
Samen met Nikolaj Bajev en Aleksej Kiseljov heeft Aleksejev een tweede rechtszaak aangespannen bij het EHRM om de invoering van de federale anti-homopropagandawet en de tussen 2006 en 2013 ingevoerde regionale anti-homopropagandawetten in 11 Russische regio’s. Deze rechtszaak is bekend onder de naam Bajev et al. v. Rusland, waarin op 20 juni 2017 werd geoordeeld dat Rusland in strijd heeft gehandeld met Artikel 10 en Artikel 14 van het Europees Verdrag van de Rechten van de Mens.